# Propyria orizabae
Propyria orizabae är en fjärilsart som beskrevs av Embrik Strand 1920. Propyria orizabae ingår i släktet Propyria och familjen björnspinnare. Inga underarter finns listade i Catalogue of Life.